# 尼古拉·拉爾森
尼古拉·拉爾森（丹麥語：Nicolai Larsen；1991年3月9日—）是一位芬蘭足球運動員。在場上的位置是守門員。他現在效力於丹麥足球超級聯賽球隊阿爾堡足球俱樂部。他也代表芬蘭國家足球隊參賽。